# 이현 (1979년)
이현(본명: 이흥수, 1979년 12월 27일 ~ )은 음악 그룹 애프터 레인에 속해 있는 가수이다. 현재 소속사는 스타공작소이다. 2001년에 음악 그룹 5tion의 일원으로 데뷔하였으며, 후에 애프터 레인의 일원으로 전향했다.

## 대표작

### 음반
- 이현 1집 《더 원》(The One)
- 애프터 레인 1집 《애프터 레인》(After Rain)
- SBS 《희망 TV 24 OST》
- 오션 1집 《트루 이미지 오브 뉴》(True image of new)
- 오션 2집 《앨범 오브 더 이어》(Album of the ear)

## 주요 출연작

### 공연
- 뮤지컬 사랑은 비를 타고(2008년)